# Diecezja helsińska

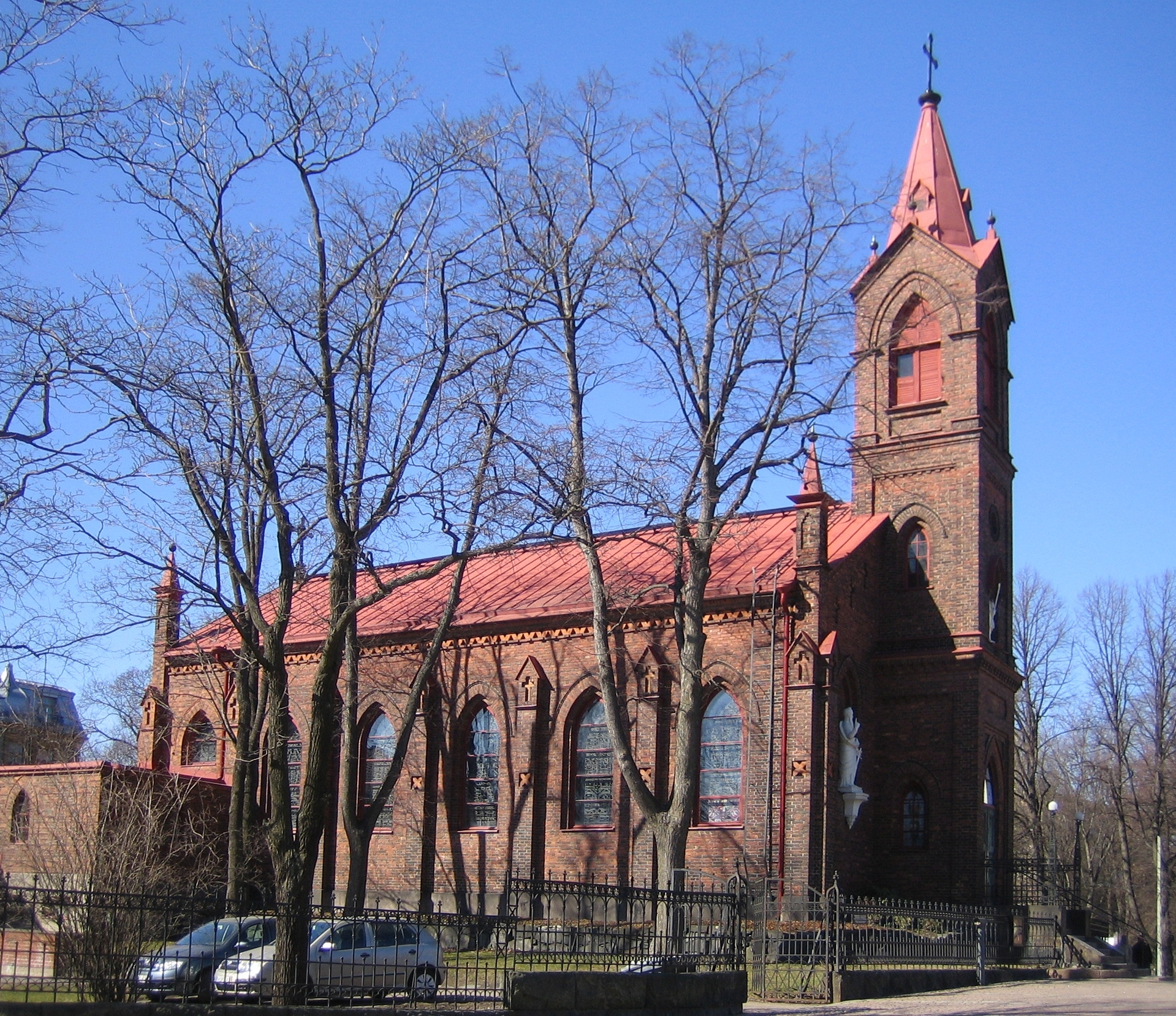
Katedra św. Henryka w Helsinkach

Diecezja helsińska (łac.: Dioecesis Helsinkiensis) – jedyna katolicka diecezja w Finlandii, obejmująca swoim zasięgiem cały kraj. Siedziba biskupa znajduje się w katedrze św. Henryka w Helsinkach.

## Historia
Decyzją króla szwedzkiego Gustawa I Wazy Szwecja i należąca do niej Finlandia przeszła na wyznanie luterańskie. Sekularyzowano dobra kościelne i utworzono kościół narodowy  z królem na czele. Odrodzenie Kościoła rzymskokatolickiego w Finlandii nastąpiło na początku XX w.
W 1917 r. Finlandia odzyskała niepodległość. W związku z tym 8 czerwca 1920 r. papież Benedykt XV wydzielił z terenów archidiecezji mohylewskiej Wikariat Apostolski Finlandii, który objął obszar całego kraju. 25 lutego 1955 r. został on przekształcony w diecezję helsińską.

## Parafie
- Helsinki: św. Henryka,
- Helsinki: Najświętszej Maryi Panny
- Turku: św. Brygidy i bł. Hemming
- Jyväskylä: św. Olafa
- Tampere: Krzyża Świętego
- Kouvola: św. Urszuli
- Oulu: Świętej Rodziny z Nazaretu
- Kuopio: św. Józefa

## Biskupi
- biskup diecezjalny – Raimo Goyarrola (od 2023)
- senior – Teemu Sippo